# Pete Mahovlich
Peter Joseph „Pete“ Mahovlich (* 10. Oktober 1946 in Timmins, Ontario) ist ein ehemaliger kanadischer Eishockeyspieler (Center) und -trainer, der von 1965 bis 1981 für die Detroit Red Wings, Montréal Canadiens und Pittsburgh Penguins in der National Hockey League spielte.

## Karriere
Mahovlich spielte schon 1963, im Alter von 16 Jahren, bei den Junioren für die Hamilton Red Wings in der Ontario Hockey Association, wo er als zweitbester Scorer des Teams in seinem Rookiejahr für Aufsehen sorgte. Hamilton war das damalige Ausbildungsteam der Detroit Red Wings, die Mahovlich beim NHL Amateur Draft 1963 an zweiter Stelle verpflichtet hatten. Es war zugleich der erste Draft in der NHL-Geschichte. Der Name Mahovlich war zu dieser Zeit schon durch seinen Bruder Frank, der mit den Toronto Maple Leafs zweimal den Stanley Cup gewonnen hatte, in der NHL bekannt.
In der Saison 1965/66 kam Mahovlich zu seinen ersten drei Einsätzen in der NHL. Er war zu dieser Zeit der körperlich größte Spieler der Liga und nach seinen eindrucksvollen Leistungen bei den Junioren hatte das Management der Red Wings große Erwartungen an den jungen Spieler. Dieser Druck verstärkte sich auch durch seinen Bruder, der in der NHL einer der Stars war. Nachdem Frank den Spitznamen „Big M“ hatte, erhielt sein größer gewachsener Bruder Pete den Namen „Little M“. In Mahovlichs zweiter Saison in Detroit wechselte sein Bruder ebenfalls ins Team der Red Wings, doch Pete bestritt nur 34 Spiele und war oft im Farmteam bei den Pittsburgh Hornets in der American Hockey League im Einsatz. Nachdem er sich auch in seiner dritten und vierten Spielzeit nicht durchsetzen konnte, spielte er mit dem Gedanken, seine Karriere zu beenden.
Der Manager der Montréal Canadiens, Sam Pollock, war jedoch vom körperlich starken Mahovlich beeindruckt und holte ihn für die Saison 1969/70 in sein Team. Im Gegenzug ging unter anderem Garry Monahan, der 1963 als einziger Spieler vor Pete gedraftet worden war, zu den Red Wings. Auch in Montreal pendelte er anfangs zwischen NHL und Farmteam, doch die 17 Punkte, die ihm in seinem ersten Jahr bei den Canadiens gelangen, waren nur zwei weniger als in den vier Jahren in Detroit. Um bei seinem Gewicht Verletzungen zu verhindern, verwendete er nun Knieschoner. In seinem zweiten Jahr bei den Habs gelang ihm der endgültige Durchbruch. Mit 61 Punkten in der Saison 1970/71 war unter den besten Scorern seines Teams, das gerade noch die Playoffs erreichte. Er spielte in einer Reihe mit Henri Richard. In der ersten Runde trafen sie auf den Top-Favoriten, die Boston Bruins. Durch einen herausragenden Ken Dryden im Tor, aber auch durch acht Tore von Mahovlich schalteten sie den Favoriten aus und konnten nach zwei weiteren gewonnenen Serien den Stanley Cup für Montréal gewinnen.
Bei der Summit Series 1972 stand Mahovlich in der kanadischen Auswahl. Im entscheidenden Spiel rief ihm Sekunden vor Schluss Paul Henderson zu, er solle auf die Bank kommen. Henderson erzielte das entscheidende Tor und Mahovlich ermöglichte dies durch eine der meistbeachteten Auswechslungen.
Gemeinsam mit seinen Sturmpartnern Guy Lafleur und Steve Shutt gelangen ihm in den folgenden Jahren zweimal mehr als 100 Scorerpunkte. Beim NHL All-Star Game 1976 erzielte er einen Treffer und bereitete drei weitere vor. Hierfür wurde er zum wertvollsten Spieler der Partie gewählt. Noch dreimal gewann er den Stanley Cup, bevor er gemeinsam mit Peter John Lee im November 1977 an die Pittsburgh Penguins abgegeben wurde. In seinen beiden Spielzeiten bei den Penguins war er einer der erfolgreichsten Angreifer des Teams.
Zur Saison 1979/80 kehrte Mahovlich zu den Detroit Red Wings zurück. Der inzwischen 33-jährige Mahovlich erhielt von Trainer und General Manager Ted Lindsay einen Vertrag für fünf Jahre, der ihm eine Million Dollar einbrachte. Im Laufe seiner zweiten Spielzeit verletzte er sich jedoch schwer. Als er zum Kader zurückkehrte, war Lindsay als Trainer und Manager abgelöst worden. Er spielte noch ein weiteres Jahr im Farmteam bei den Adirondack Red Wings, mit denen er den Calder Cup gewinnen konnte, bevor er seine NHL-Karriere beendete. 
1985 trainierte er in der International Hockey League die Toledo Goaldiggers und kehrte dabei für 23 Spiele aufs Eis zurück. In den folgenden Jahren trainierte er verschiedene Teams in unteren Ligen.
Nach seiner aktiven Karriere war er für die Edmonton Oilers, Tampa Bay Lightning und Atlanta Thrashers als Scout tätig und kommentierte für einen TV-Sender in Montreal. Im Jahr 2000 diagnostizierten die Ärzte bei ihm Prostatakrebs.

## Sportliche Erfolge
- Stanley Cup: 1971, 1973, 1976, 1977
- Calder Cup: 1967, 1981
- Canada Cup: 1976

### Persönliche Auszeichnungen
- All-Star Game MVP: 1976
- Teilnahme am NHL All-Star Game: 1971, 1976

## Team Rekorde
- 82 Vorlagen in einer Spielzeit für die Montréal Canadiens (1974/75)